# Memorial da Universidade Federal Rural de Pernambuco
O Memorial UFRPE é um lugar onde a memória institucional ganha vida e inspira novas gerações. Situado no Campus de Dois Irmãos, em Recife, Pernambuco, o Memorial preserva e comunica a trajetória da universidade, desde suas origens até os dias atuais, valorizando não apenas os feitos acadêmicos, mas também a cultura, as tradições e a identidade que marcam a história da instituição. Cada peça, cada documento e cada exposição funciona como um elo que conecta o passado ao futuro, oferecendo à comunidade universitária e à sociedade um espaço de reflexão, aprendizado e pertencimento.
Visitar o Memorial representa uma oportunidade de redescobrir a força da educação, da ciência e da extensão, compreendendo como a Universidade Federal Rural de Pernambuco construiu, ao longo de sua trajetória, um papel transformador na vida de inúmeras pessoas e no desenvolvimento de Pernambuco e do Brasil.

## Histórico

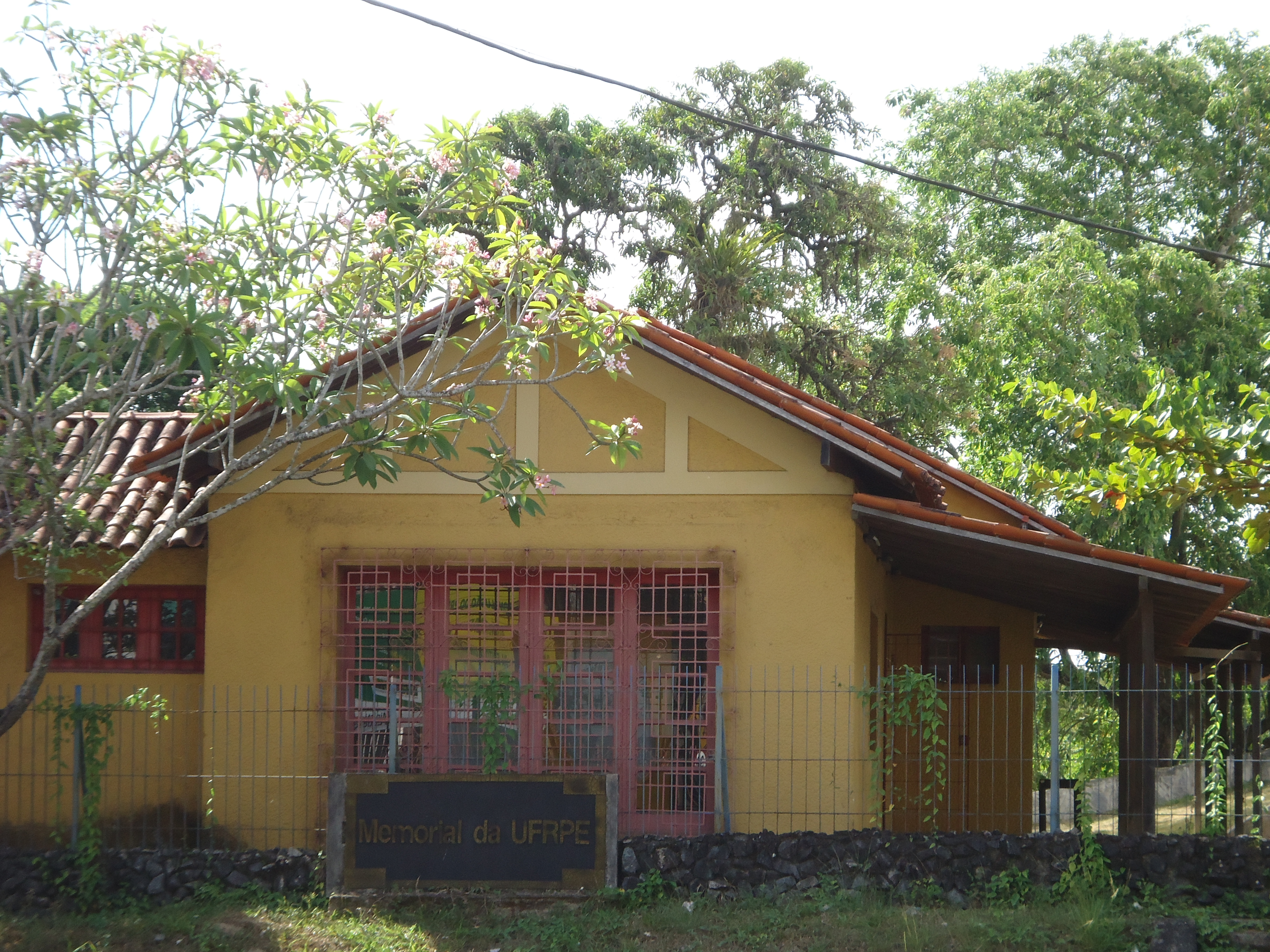
Fachada do Memorial UFRPE

A casa que hoje abriga o Memorial da UFRPE foi o local onde Ivan Tavares, professor emérito da universidade, morou entre as décadas de 1950 e 1960. A casa tem um espaço de 150 m² divididos entre duas salas de exposição, sala administrativa, reserva técnica, copa e sanitários.
Durante a década  de 1980, a casa passou por uma reforma e posteriormente abrigou o acervo histórico da universidade. O Memorial da UFRPE foi instituído através da Resolução n. 65/1984 do Conselho Universitário  como setor administrativo vinculado vinculado a Pró-reitoria de Extensão Universitária.
O marco das atividades de extensão da universidade, a partir da resolução de 1984, possibilitou já nos anos 1990, pelo Conselho de Ensino de Pesquisa e Extensão, a regulamentação  do Memorial para fins de pesquisa, coleta, conservação, exposição de documentos e peças que remontam a passagem da história institucional, proporcionando a comunidade acadêmica acesso a esse conteúdo, bem como as ações e serviços regidos pela instituição.

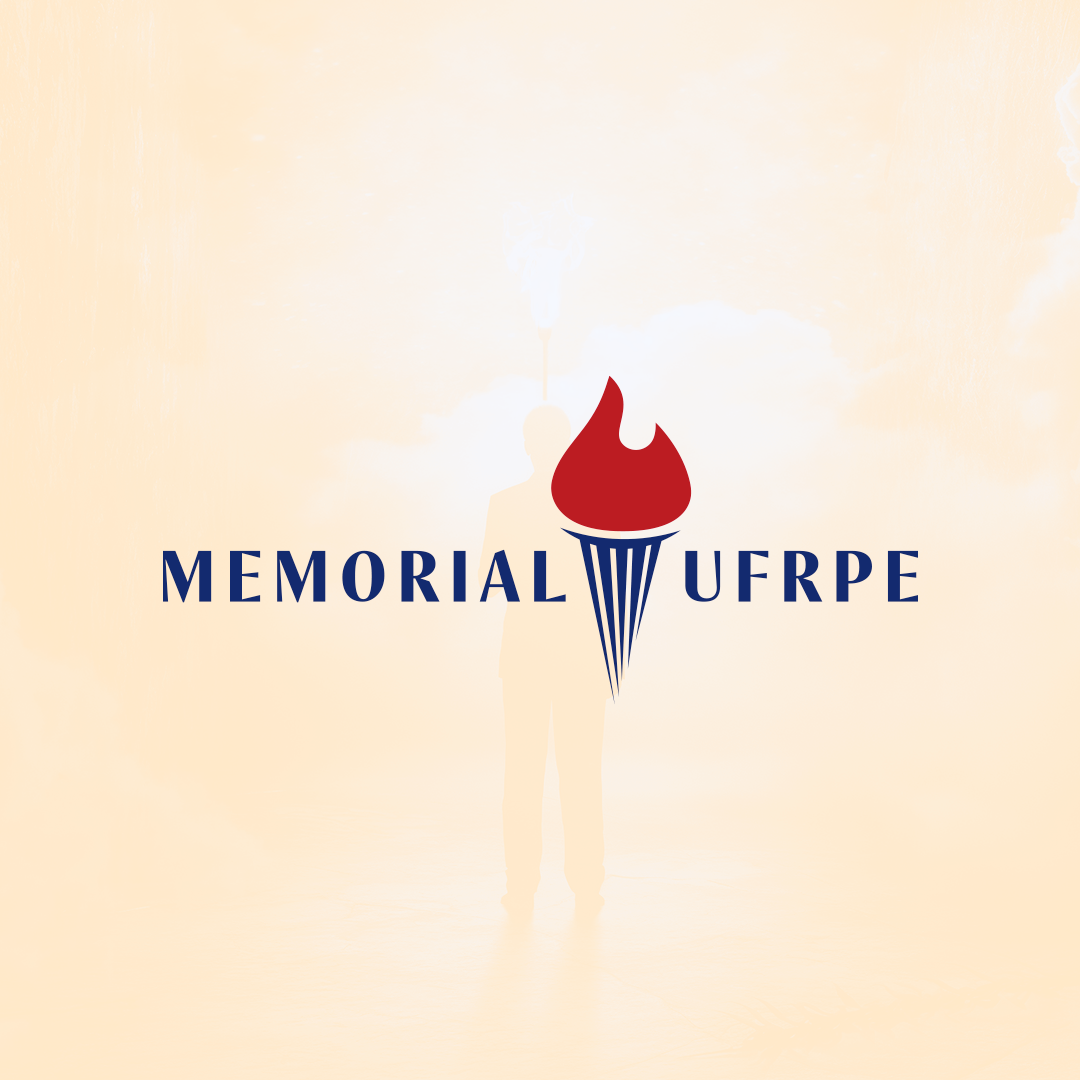
Identidade visual do Memorial UFRPE

### LEPAM
No ano de 2005, foram desenvolvidas novas atividades de pesquisa e guarda do acervo, com a finalidade de promover a comunicação do espaço com seu publico visitante, através de um projeto de pesquisa e extensão, denominado memorial da UFRPE Educação, Memória e Patrimônio Histórico. 
Dando continuidade a essas atividades, em 2010, o Memorial expandiu suas atividades, abrigando o Laboratório de Estudos e Intervenções em Patrimônio Cultural e Memória Social (Lepam), grupo de pesquisa que desenvolve ações de pesquisa e extensão universitária nas áreas de Educação, Museologia, Historia, Linguagem, Artes.